# Мелодия из подвала
«Мелодия из подвала» (фр. Mélodie en sous-sol) — кинофильм режиссёра Анри Вернея, вышедший на экраны в 1963 году. Лента основана на романе Джона Триньяна «Большой куш».

## Сюжет
Матёрый вор Шарль (Габен) освободился из тюрьмы и задумал своё последнее крупное дело — ограбление казино на Лазурном берегу. На помощь ему приходит двадцатилетний мошенник Франсис (Делон), отсидевший два года за решёткой. Взяв автомеханика Луи в качестве шофера, преступники отправляются в Канны. Первым в дело должен вступить Франсис: его задача — изображая отдыхающего аристократа, получить доступ за кулисы варьете, которое проходит на сцене казино...

## В ролях
- Жан Габен — Шарль
- Ален Делон — Франсис Верло
- Клод Серваль — комиссар полиции
- Вивиан Романс — Жинетта
- Анри Вирложё — Марио
- Жан Карме — бармен
- Хосе Луис де Вилаллонга — месье Гимп
- Рита Кадильяк — Лилиана
- Морис Биро — Луи Ноден

## Награды и номинации
- 1963 — в списке лучших зарубежных фильмов года по версии Национального совета кинокритиков США.
- 1964 — номинация на премию «Золотой глобус» за лучший зарубежный фильм.
- 1964 — премия Эдгара Аллана По за лучший зарубежный фильм.